# Intercités Normandie
 (février 2009).
Si vous disposez d'ouvrages ou d'articles de référence ou si vous connaissez des sites web de qualité traitant du thème abordé ici, merci de compléter l'article en donnant les références utiles à sa vérifiabilité et en les liant à la section « Notes et références ».
Intercités Normandie est une ancienne direction du réseau de transport ferroviaire Intercités, géré par SNCF Mobilités, prenant en charge l'exploitation des liaisons normandes relevant des Trains d'équilibre du territoire (TET), par délégation de l’État. Les lignes normandes se trouvaient réunies au sein de la Direction Intercités Nord-Normandie. Pour autant, au-delà de cette organisation interne à la SNCF, la spécificité des Intercités Normandie demeure puisqu'à partir de 2020, la région devient l'autorité organisatrice des lignes TET desservant son territoire, en lieu et place de l’État. Cela entraîne leur transfert au réseau TER Normandie et donc la disparition de la marque Intercités pour les trains concernés.

## Réseau
Le réseau Intercités Normandie se composait de quatre lignes :
- Paris-Saint-Lazare - Caen - Cherbourg / Trouville - Deauville
  - Paris-Saint-Lazare - (Mantes-la-Jolie) - Évreux-Normandie - Bernay - Lisieux - Caen
  - Paris-Saint-Lazare - Caen - Bayeux - Lison - Carentan - Valognes - Cherbourg
  - Paris-Saint-Lazare - Évreux-Normandie - Bernay - Lisieux - Caen - Bayeux - Lison - Carentan - Valognes - Cherbourg
  - Paris-Saint-Lazare - Évreux-Normandie - Bernay - Lisieux - Pont-l’Évêque - Trouville-Deauville
  - Paris-Saint-Lazare - Mantes-la-Jolie - Bréval - Bueil - Évreux-Normandie - (Conches) - (Beaumont-le-Roger) - (Serquigny)
- Paris-Saint-Lazare - Rouen-Rive-Droite - Le Havre
  - Paris-Saint-Lazare - (Mantes-la-Jolie) - Vernon-Giverny - Gaillon-Aubevoye - Val-de-Reuil - Oissel - Rouen-Rive-Droite
  - Paris-Saint-Lazare - (Vernon-Giverny) - Rouen-Rive-Droite - Yvetot - Bréauté-Beuzeville - Le Havre
- Paris-Montparnasse-Vaugirard - Dreux - Argentan - Granville
  - Paris-Montparnasse-Vaugirard - Dreux - Verneuil-sur-Avre - L'Aigle - (Surdon) - Argentan - (Briouze) - Flers - Vire - Villedieu-les-Poêles - (Folligny) - Granville
- Caen - Le Mans - Tours
  - Caen - Mézidon - Argentan - (Surdon) - (Sées) - Alençon - Le Mans - Château-du-Loir - Saint-Pierre-des-Corps - Tours

Jusqu'en 2013, des trains directs étaient assurés entre Paris et Dieppe, communément appelés « trains de la marée ». Ces circulations ont été réduites en 2002, en étant limitées aux week-ends et jours fériés. La ligne de Malaunay-Le Houlme à Dieppe n'étant pas électrifiée, des BB 67400 prenaient le relais des BB 15000 en gare de Rouen, afin de tracter les voitures Corail jusqu'à Dieppe. La région a cependant rétabli une desserte directe en TER durant les week-ends à partir de 2020.
De même, entre 2008 et 2010, une liaison directe était assurée par des BB 26000 et leurs rames Corail entre Paris et Saint-Lô.

## Temps de parcours
| Gares               | Temps de parcours depuis Paris | Temps de parcours depuis Paris | Temps de parcours depuis Paris | Temps de parcours depuis Paris | Temps de parcours depuis Paris | Temps de parcours depuis Paris | Temps de parcours depuis Paris |
| Gares               | PSL - Caen (V160)              | PSL - TD (V160)                | PSL - Cherbourg (V200)         | PSL - Cherbourg (V200)         | PSL - Rouen                    | PSL - Le Havre                 | PMP - Granville                |
| ------------------- | ------------------------------ | ------------------------------ | ------------------------------ | ------------------------------ | ------------------------------ | ------------------------------ | ------------------------------ |
| Évreux-Normandie    | 0h54                           | 0h54                           | /                              | 0h54                           | /                              | /                              | /                              |
| Bernay              | 1h21                           | 1h21                           | /                              | 1h21                           | /                              | /                              | /                              |
| Lisieux             | 1h42                           | 1h42                           | /                              | 1h38                           | /                              | /                              | /                              |
| Trouville-Deauville | /                              | 2h07                           | /                              | /                              | /                              | /                              | /                              |
| Caen                | 2h08                           | /                              | 1h49                           | 2h02                           | /                              | /                              | /                              |
| Bayeux              | /                              | /                              | 2h08                           | 2h21                           | /                              | /                              | /                              |
| Lison               | /                              | /                              | 2h23                           | 2h36                           | /                              | /                              | /                              |
| Carentan            | /                              | /                              | 2h34                           | 2h48                           | /                              | /                              | /                              |
| Valognes            | /                              | /                              | 2h50                           | 3h04                           | /                              | /                              | /                              |
| Cherbourg           | /                              | /                              | 3h08                           | 3h21                           | /                              | /                              | /                              |
| Vernon-Giverny      | /                              | /                              | /                              | /                              | 0h41                           |                                | /                              |
| Rouen-RD            | /                              | /                              | /                              | /                              | 1h31                           | 1h12                           | /                              |
| Yvetot              | /                              | /                              | /                              | /                              | /                              | 1h37                           | /                              |
| Bréauté-Beuzeville  | /                              | /                              | /                              | /                              | /                              | 1h51                           | /                              |
| Le Havre            | /                              | /                              | /                              | /                              | /                              | 2h07                           | /                              |
| Dreux               | /                              | /                              | /                              | /                              | /                              | /                              | 0h45                           |
| Argentan            | /                              | /                              | /                              | /                              | /                              | /                              | 1h46                           |
| Flers               | /                              | /                              | /                              | /                              | /                              | /                              | 2h11                           |
| Granville           | /                              | /                              | /                              | /                              | /                              | /                              | 3h02                           |

## Matériel roulant

### Matériel roulant lors du transfert des lignes à la région
- La ligne Paris-Saint-Lazare - Caen - Cherbourg / Trouville-Deauville est parcourue par des voitures corail tractées par des BB15000 (en remplacement des BB16000) ou des BB26000. Les BB 26000 étant aptes à V200, elles sont utilisées prioritairement sur les trains Paris - Cherbourg car empruntant les trois portions permettant des pointes à 200km/h et étant sans arrêt entre Paris et Caen, même si en pratique ce n'est pas toujours le cas.

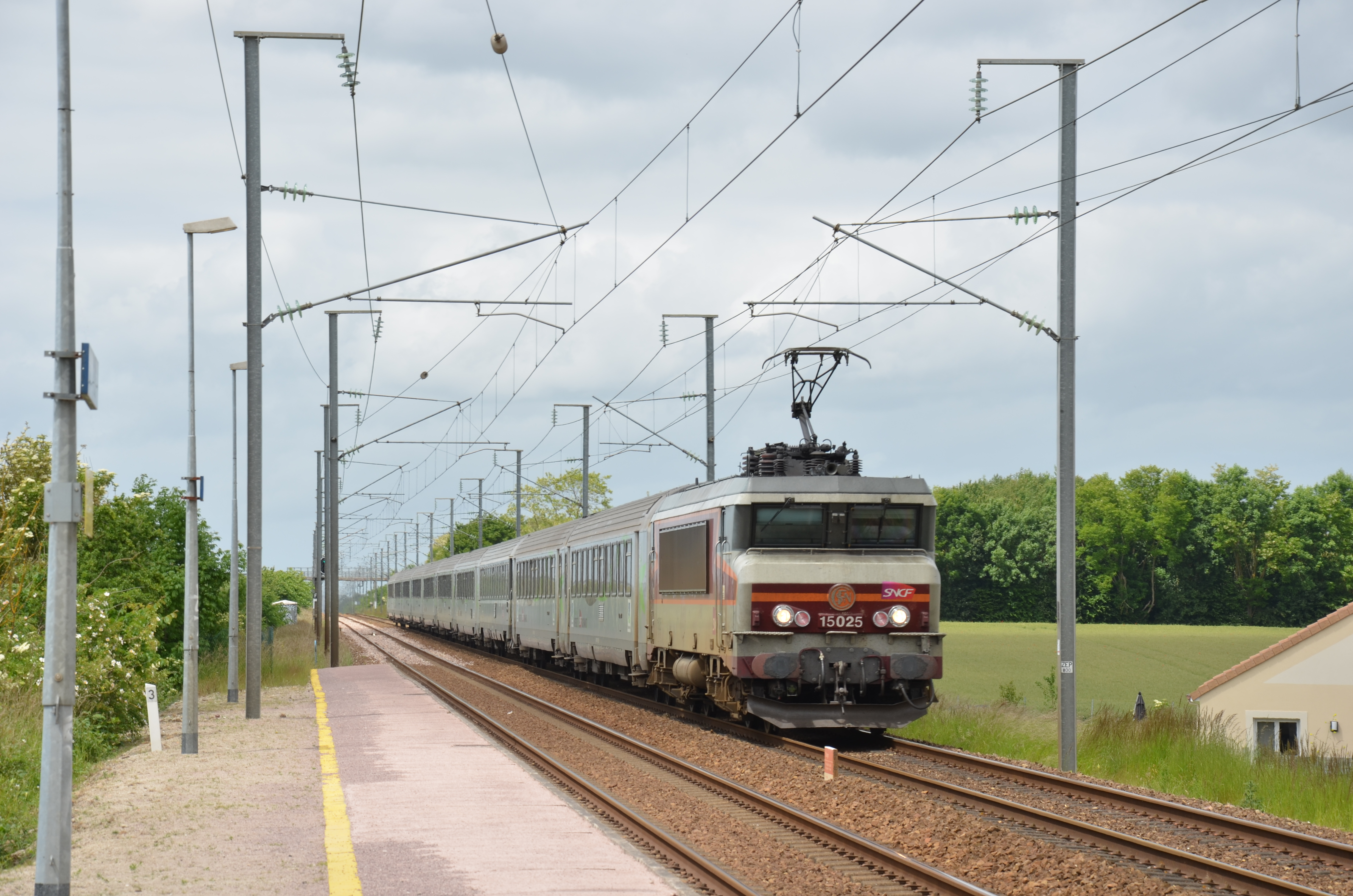
BB15000 et ses voitures corail traversant la gare de Frénouville-Cagny.
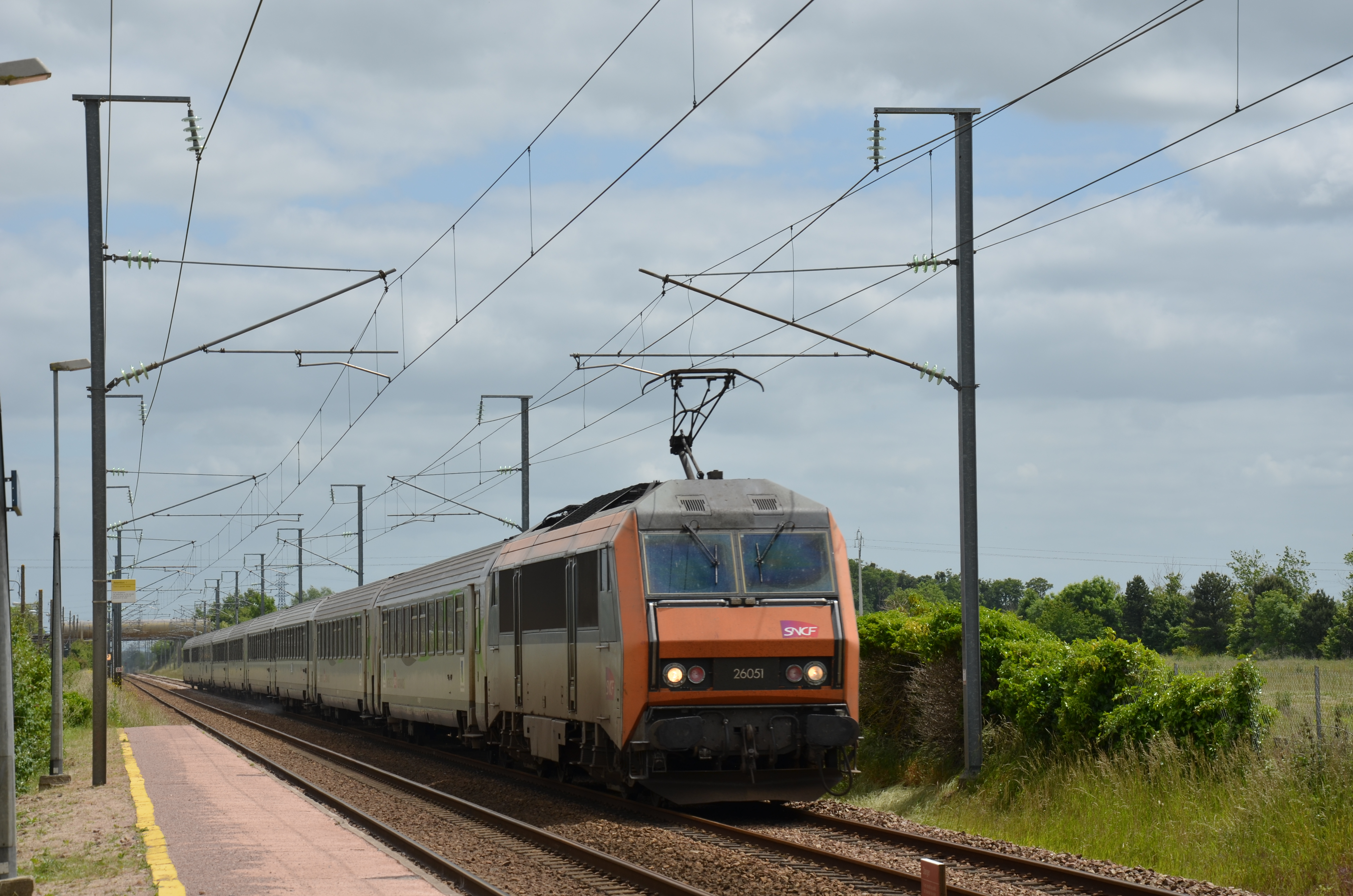
BB26000 et ses voitures corail traversant la gare de Frénouville-Cagny.
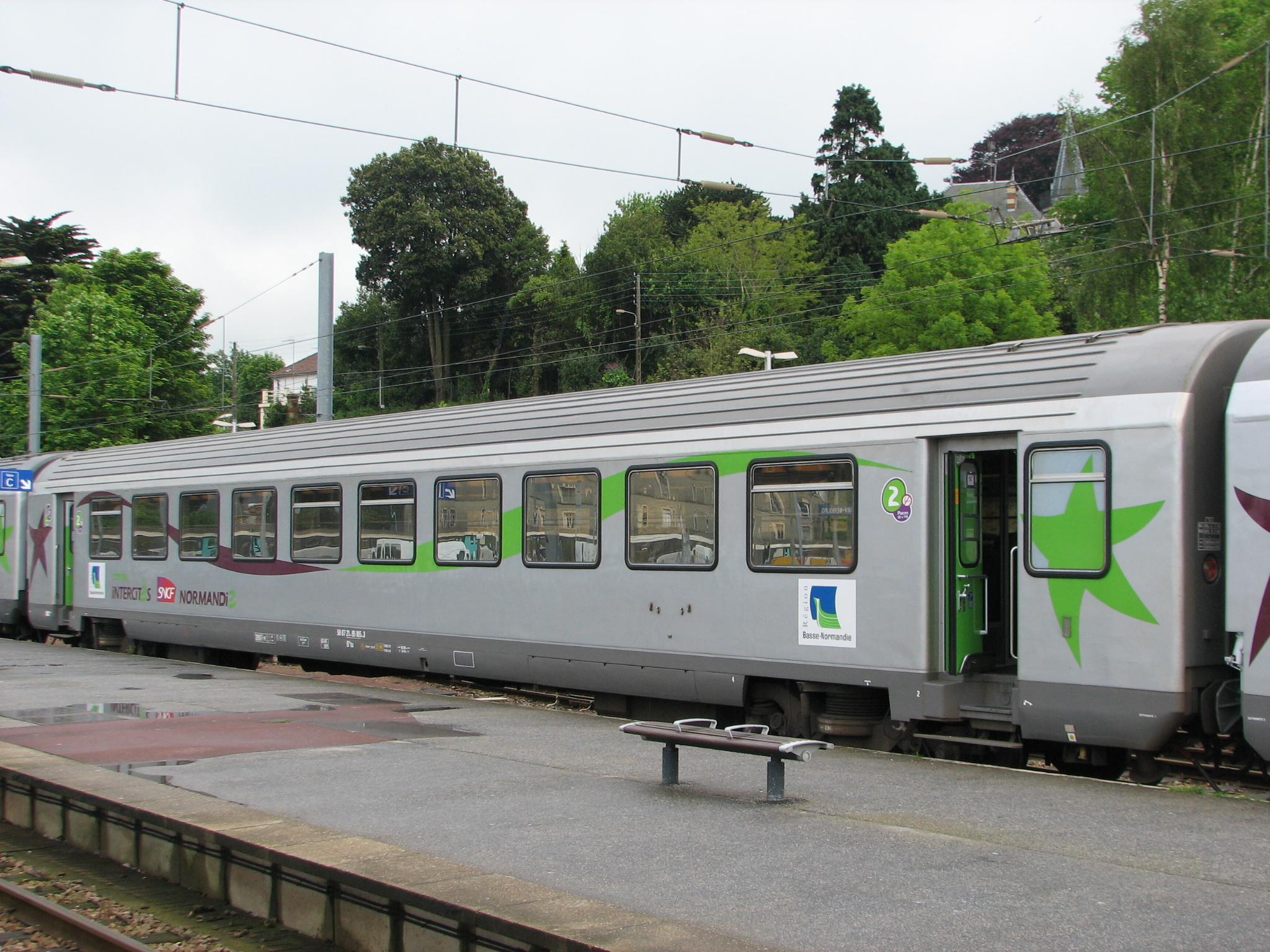
Voiture corail Basse-Normandie en gare de Cherbourg.

- Les trains ne circulant qu'entre Paris-Saint-Lazare et Evreux ou Serquigny sont quant à eux assurés par des VO2N tractées par des BB15000 (en remplacement des BB17000) et parfois, par des Z26500. Cette liaison s'assimile plus à une ligne TER qu'à une ligne intercités.

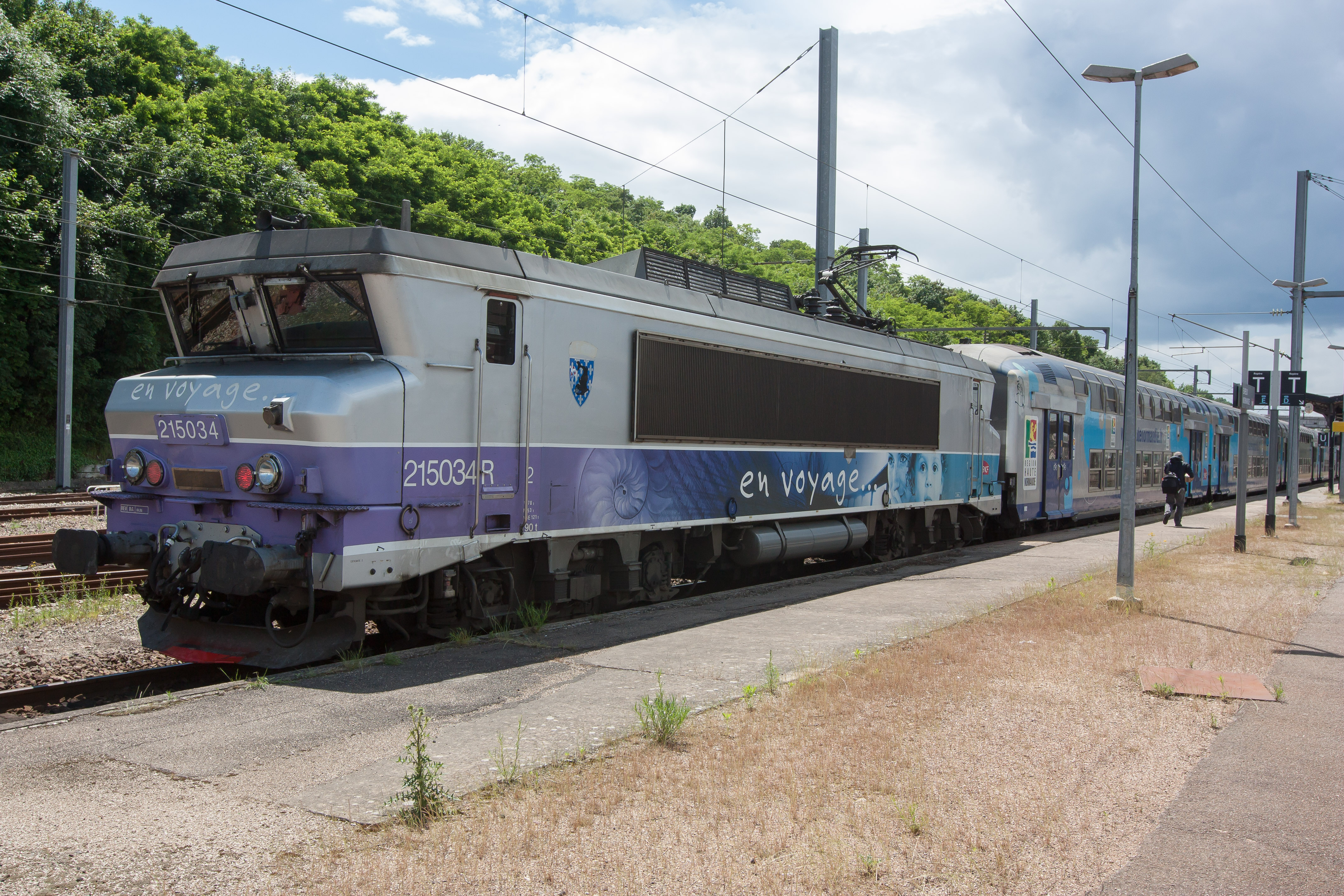
BB15000 et ses VO2N en gare d'Evreux.
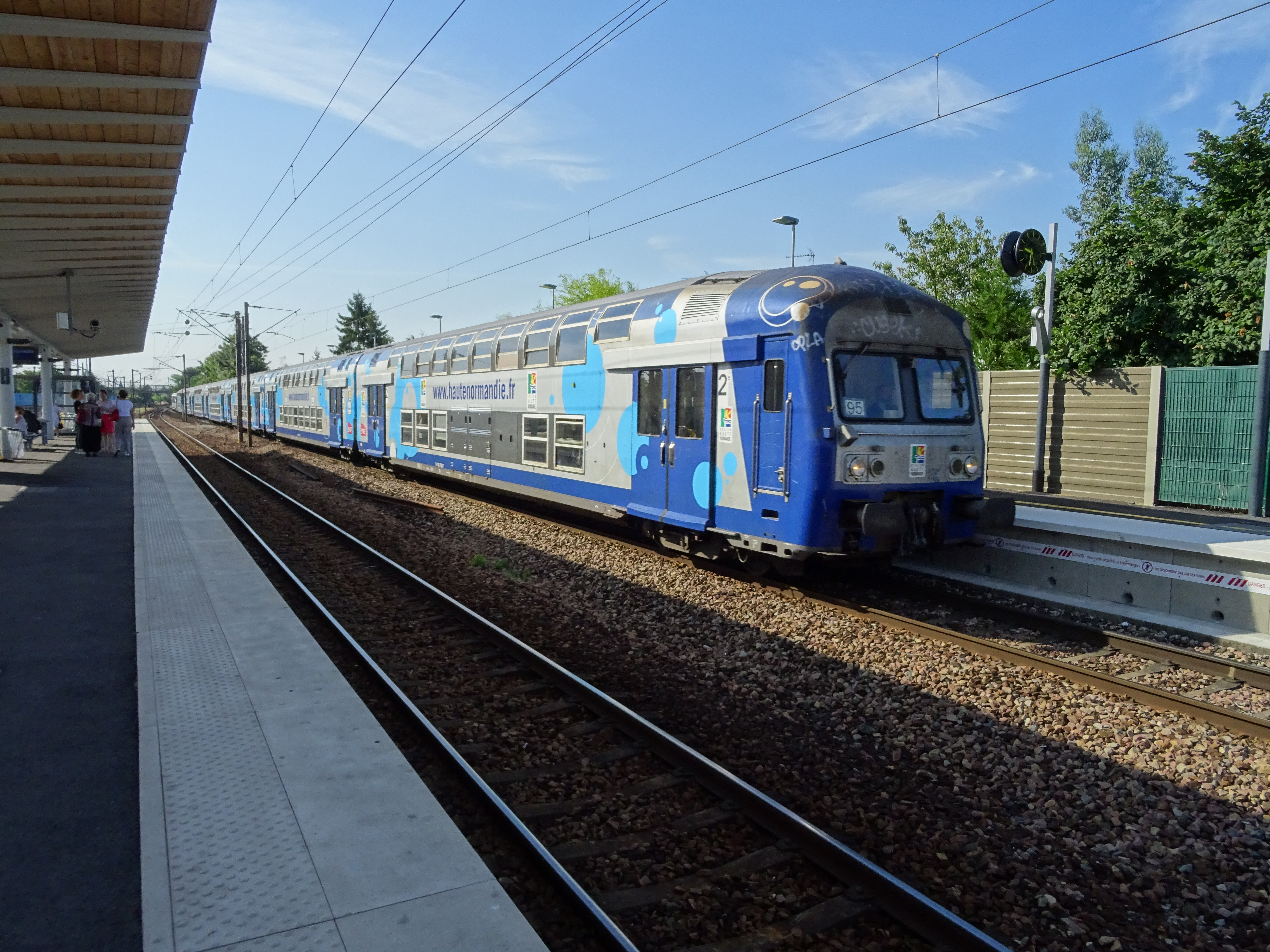
VO2N Haute-Normandie traversant la gare de Vernouillet-Verneuil.
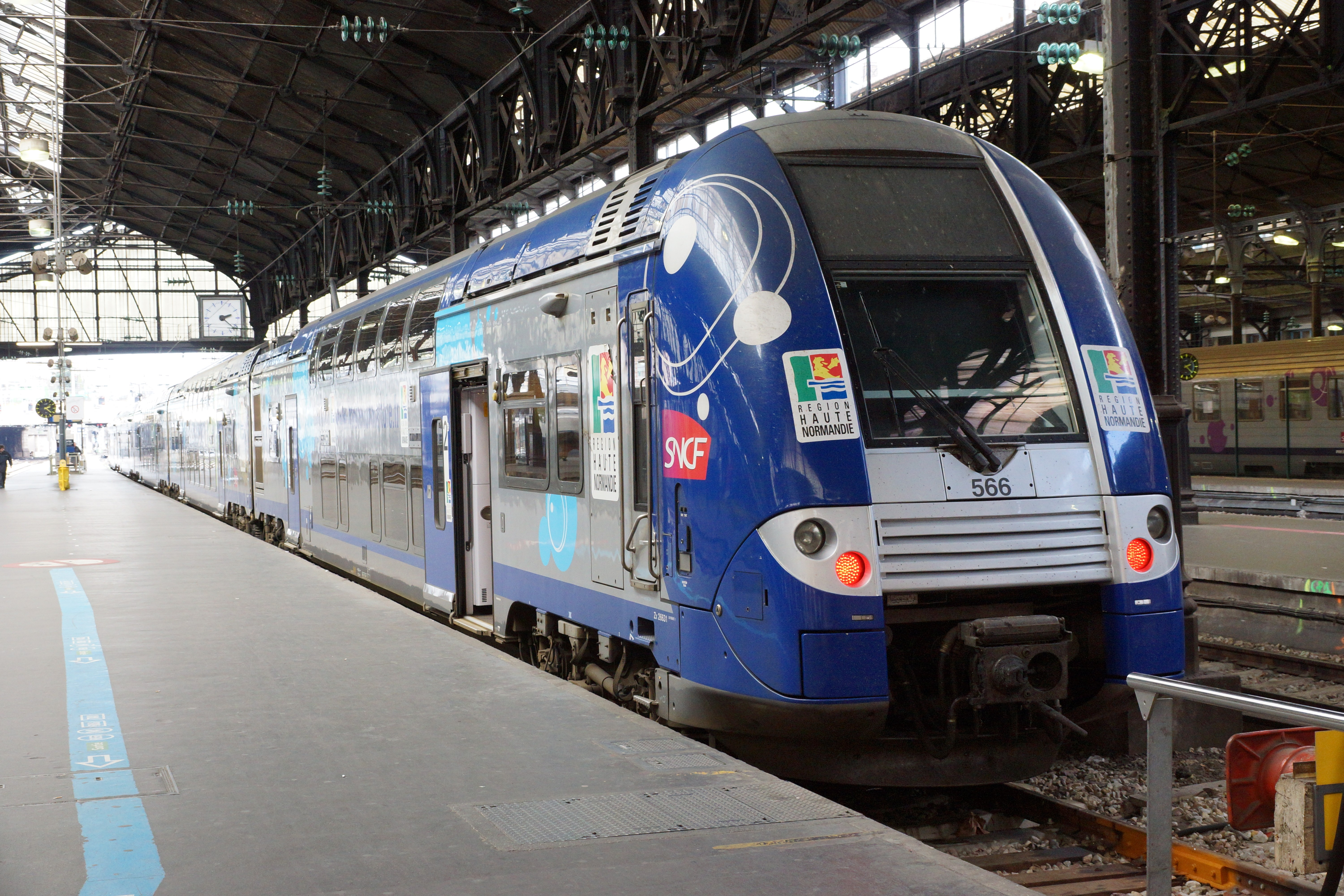
Z26500 en gare de Paris-Saint-Lazare.

- La liaison Paris-Saint-Lazare - Rouen - Le Havre est assurée par des voitures corail réversibles ou des V2N tractées par des BB15000 (en remplacement des BB16000 et des BB16100). Des automotrices Z26500 sont aussi largement utilisées sur cet axe dont trois pelliculées aux couleurs des peintres impressionnistes.

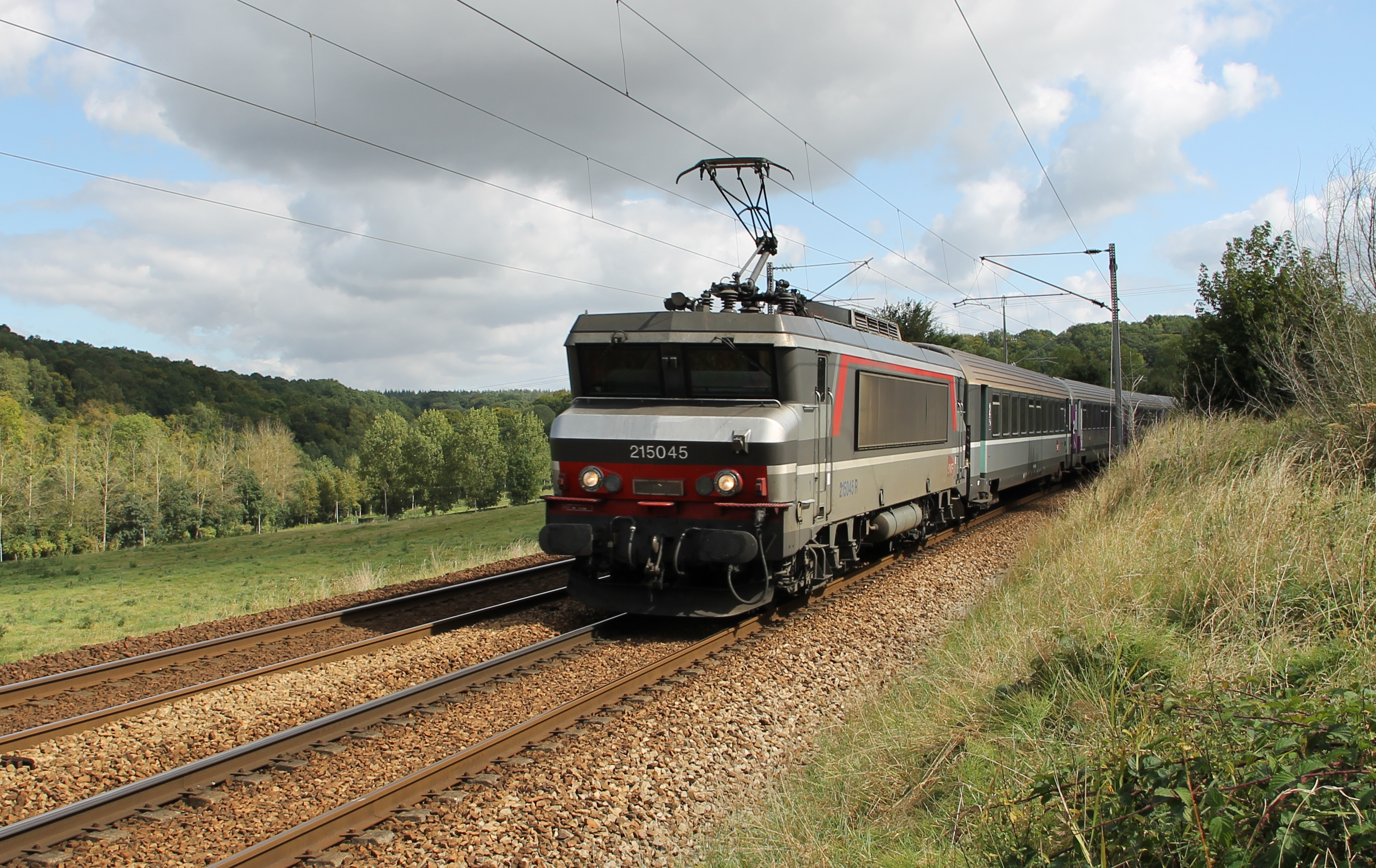
BB15000 et ses voitures corail Haute-Normandie.
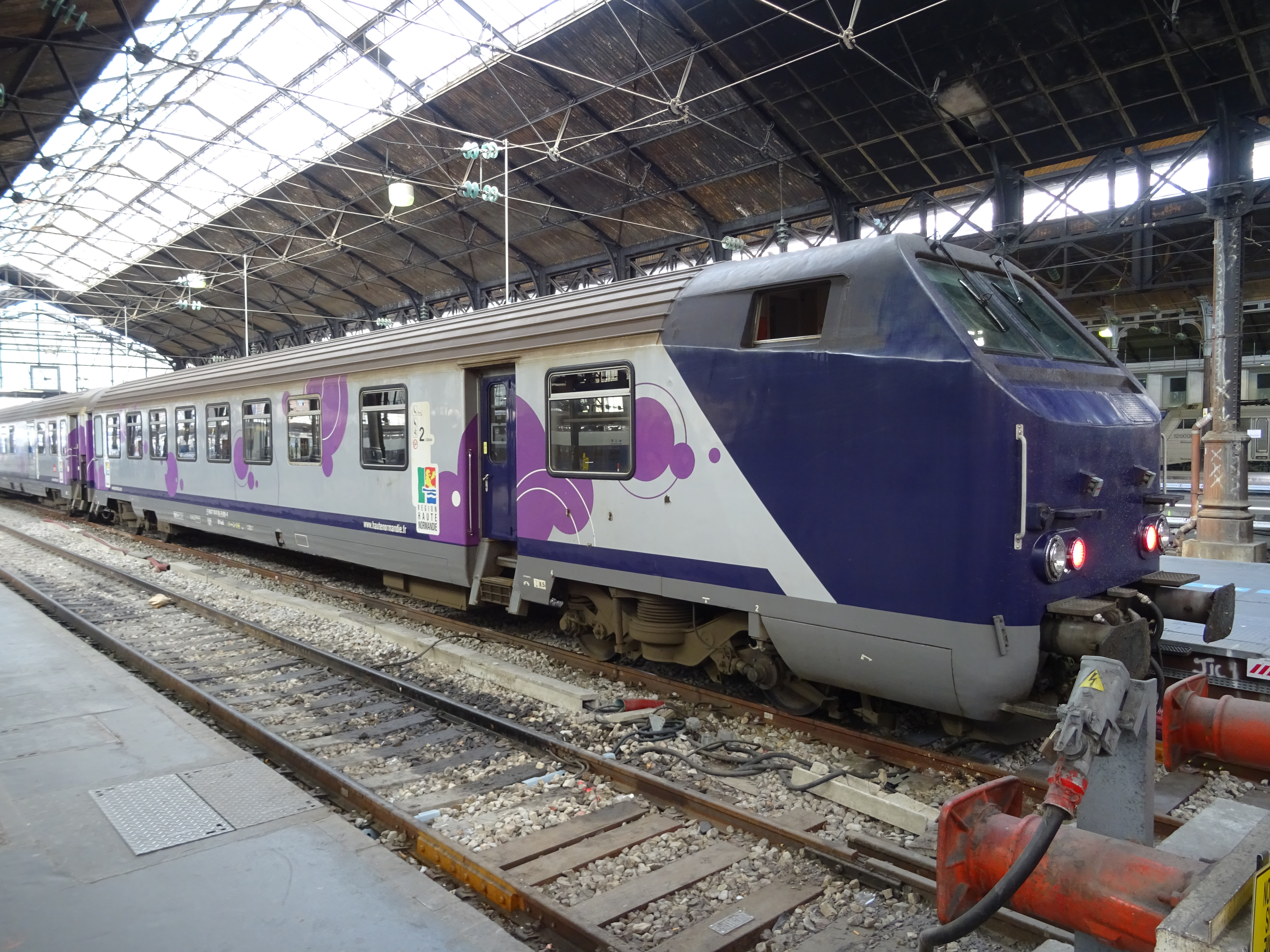
Voiture corail réversible Haute-Normandie (2e classe) en gare de Paris Saint-Lazare.
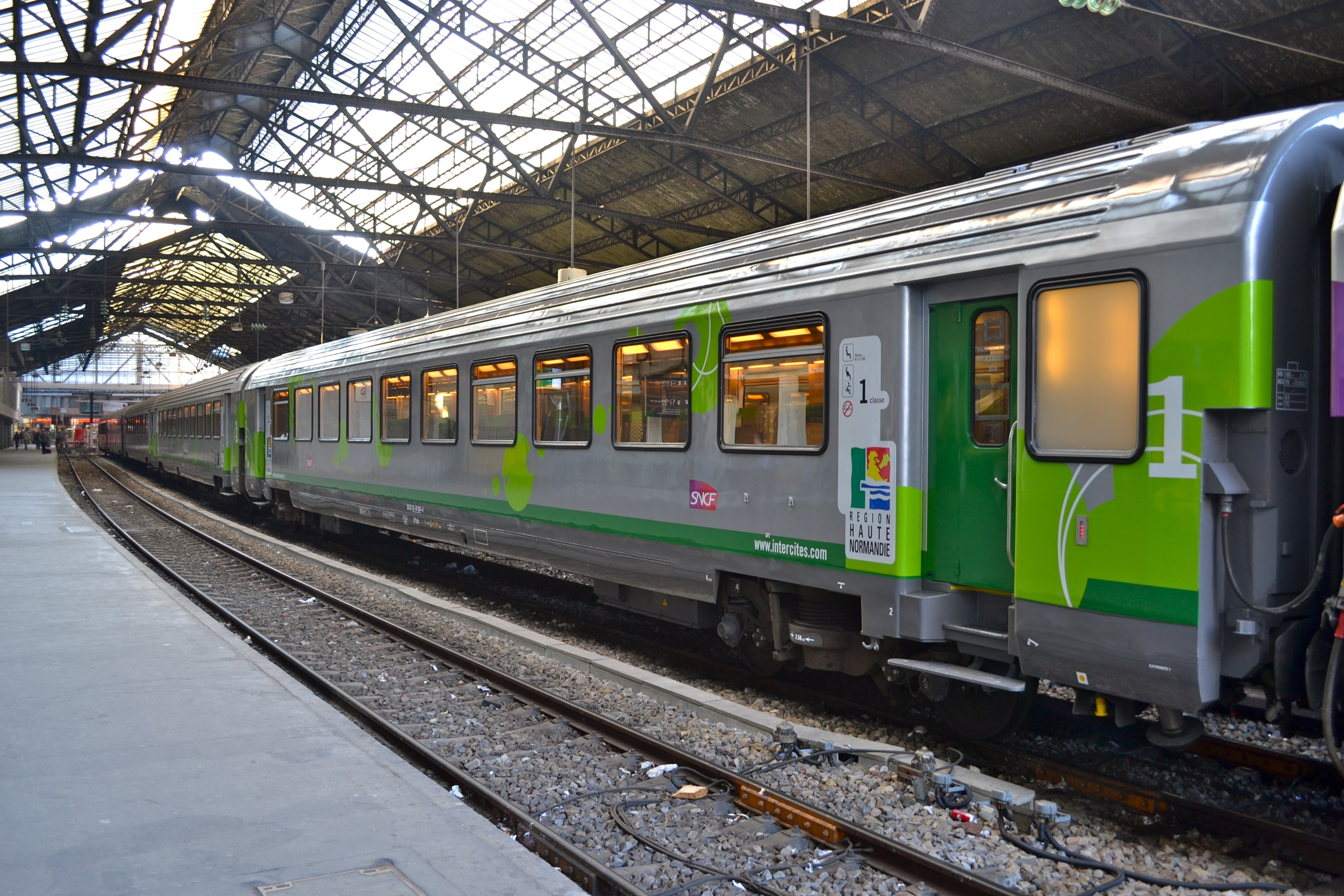
Voiture corail Haute-Normandie (1ère classe) en gare de Paris Saint-Lazare.
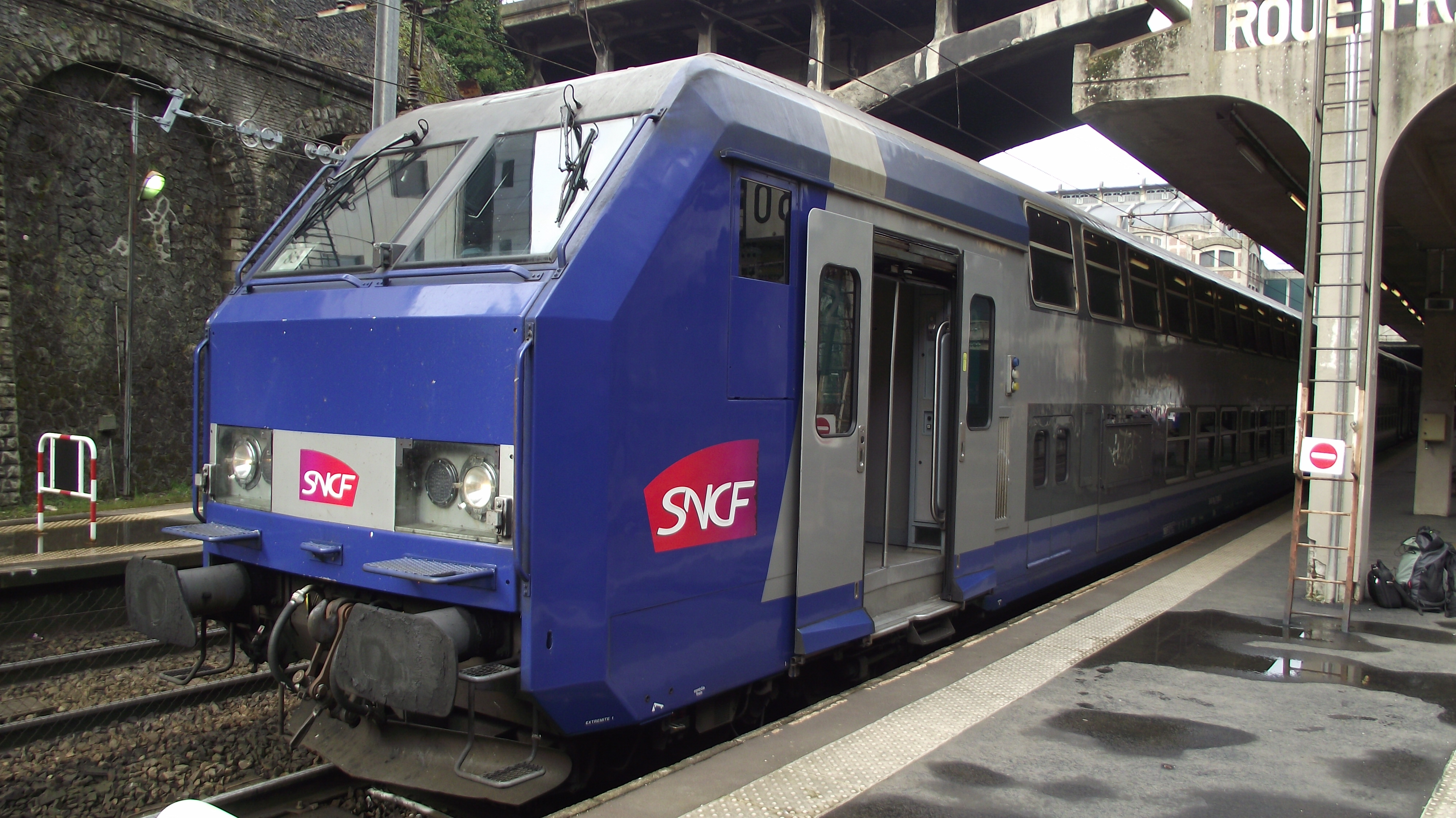
V2N en gare de Rouen-Rive-Droite.
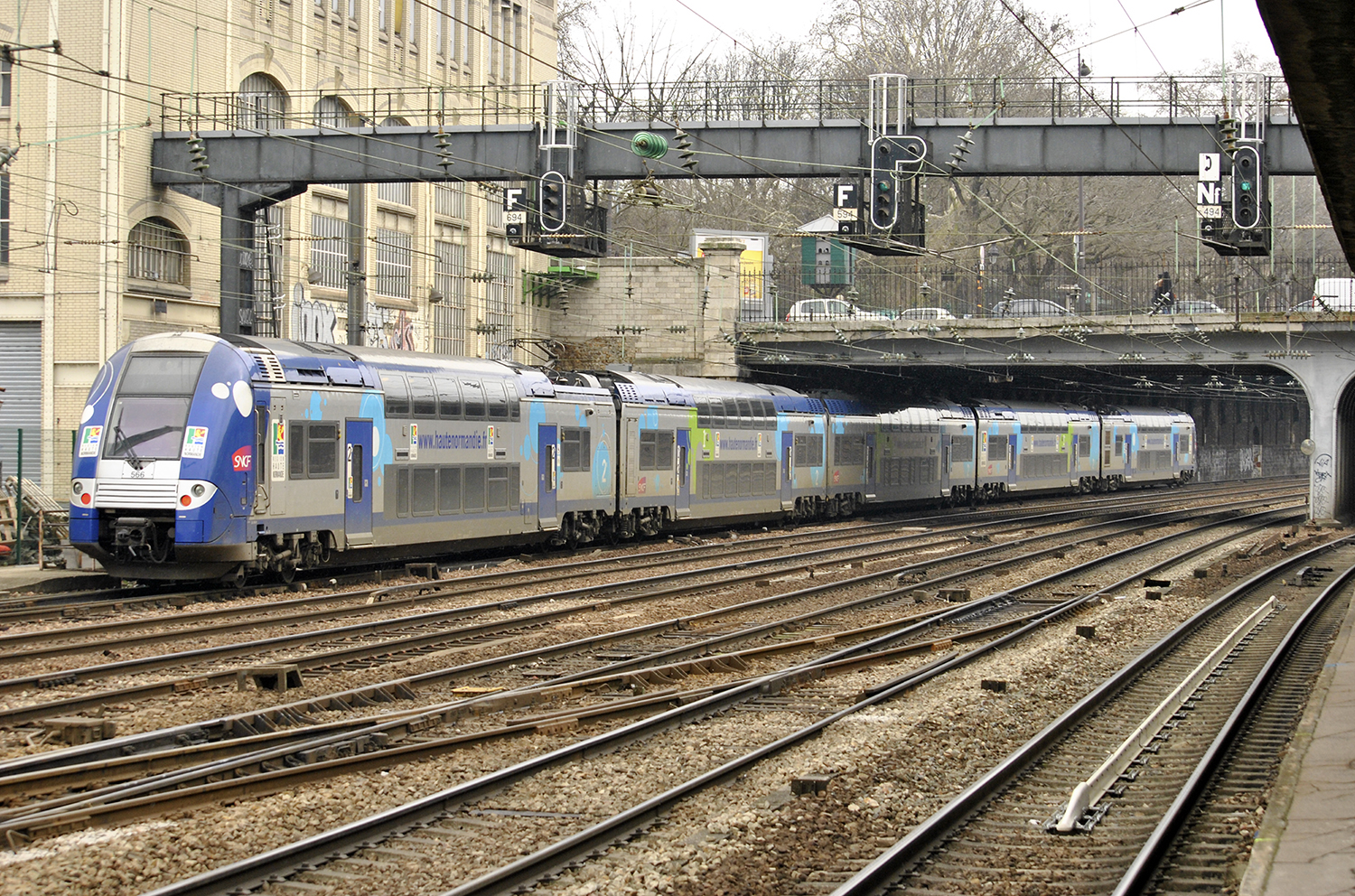
Z26500 Haute-Normandie à Pont-Cardinet.
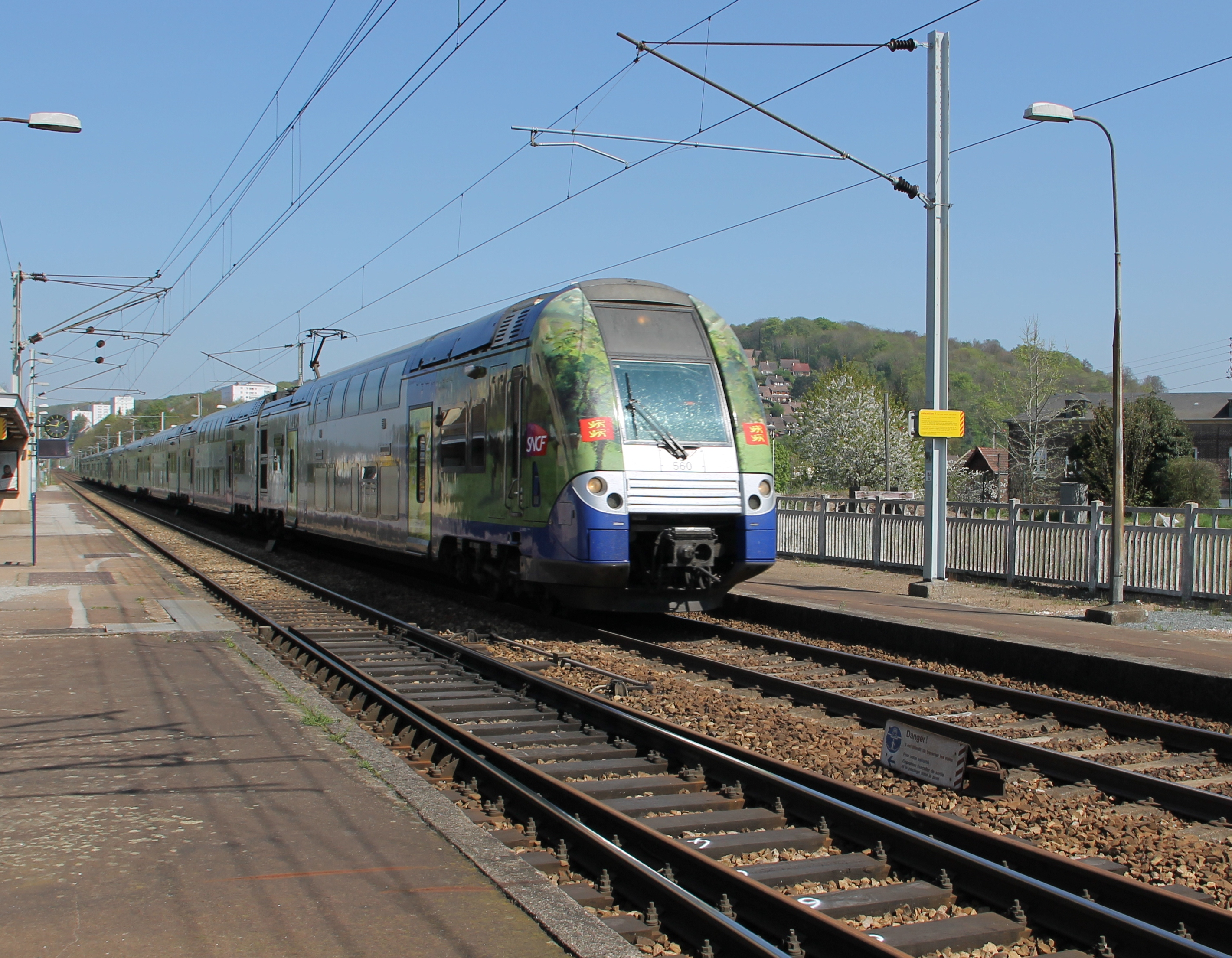
Z26500 Haute-Normandie "train de l'impressionnisme" traversant la gare de Maromme.

- La liaison Paris-Montparnasse 3 Vaugirard - Dreux - Argentan - Granville est effectuée par des Régiolis (en remplacement des X72500).

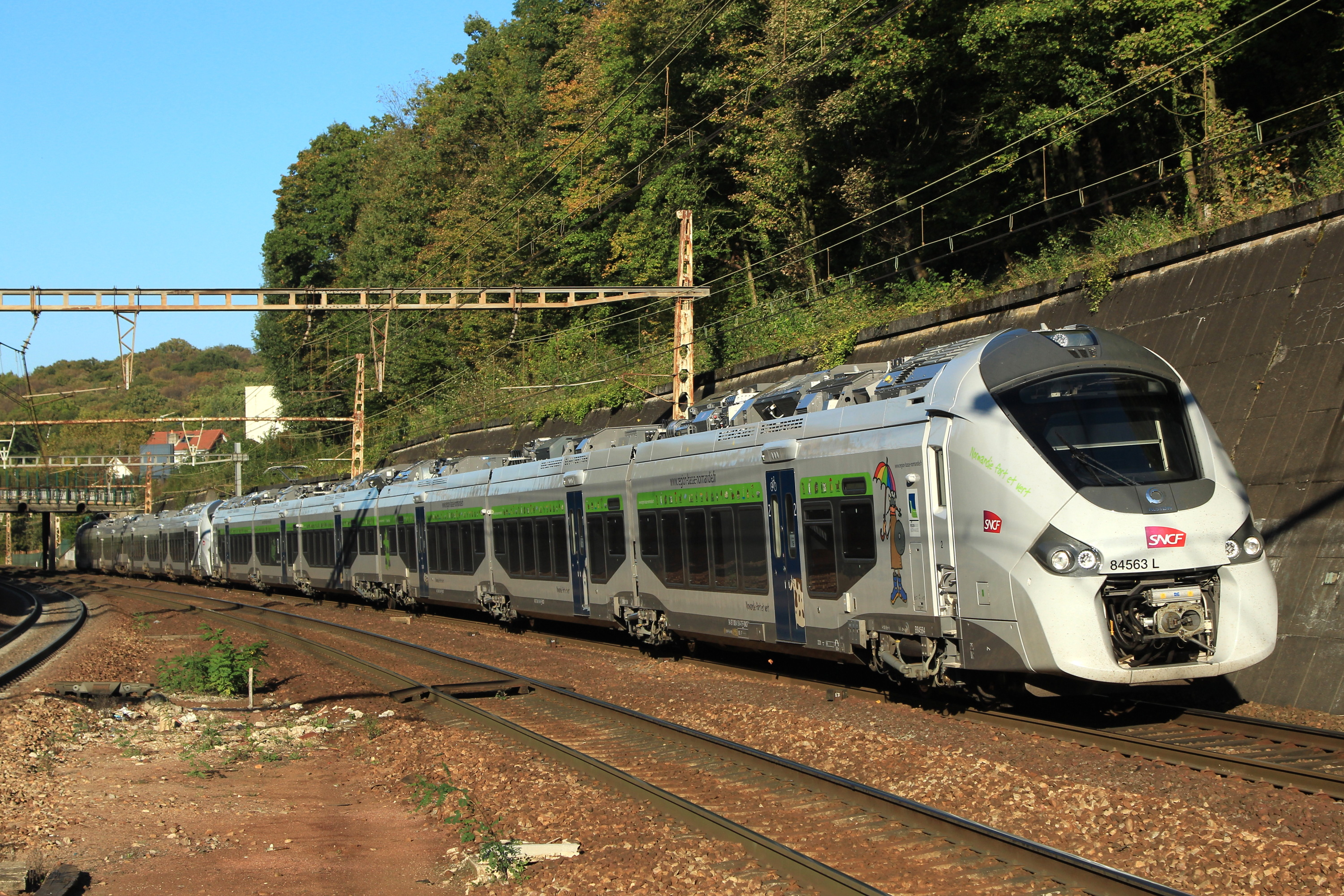
Régiolis Basse-Normandie passant en gare de Chaville RG.

- Enfin, la ligne Caen - Le Mans - Tours est assurée par des X72500 ou des X76500.

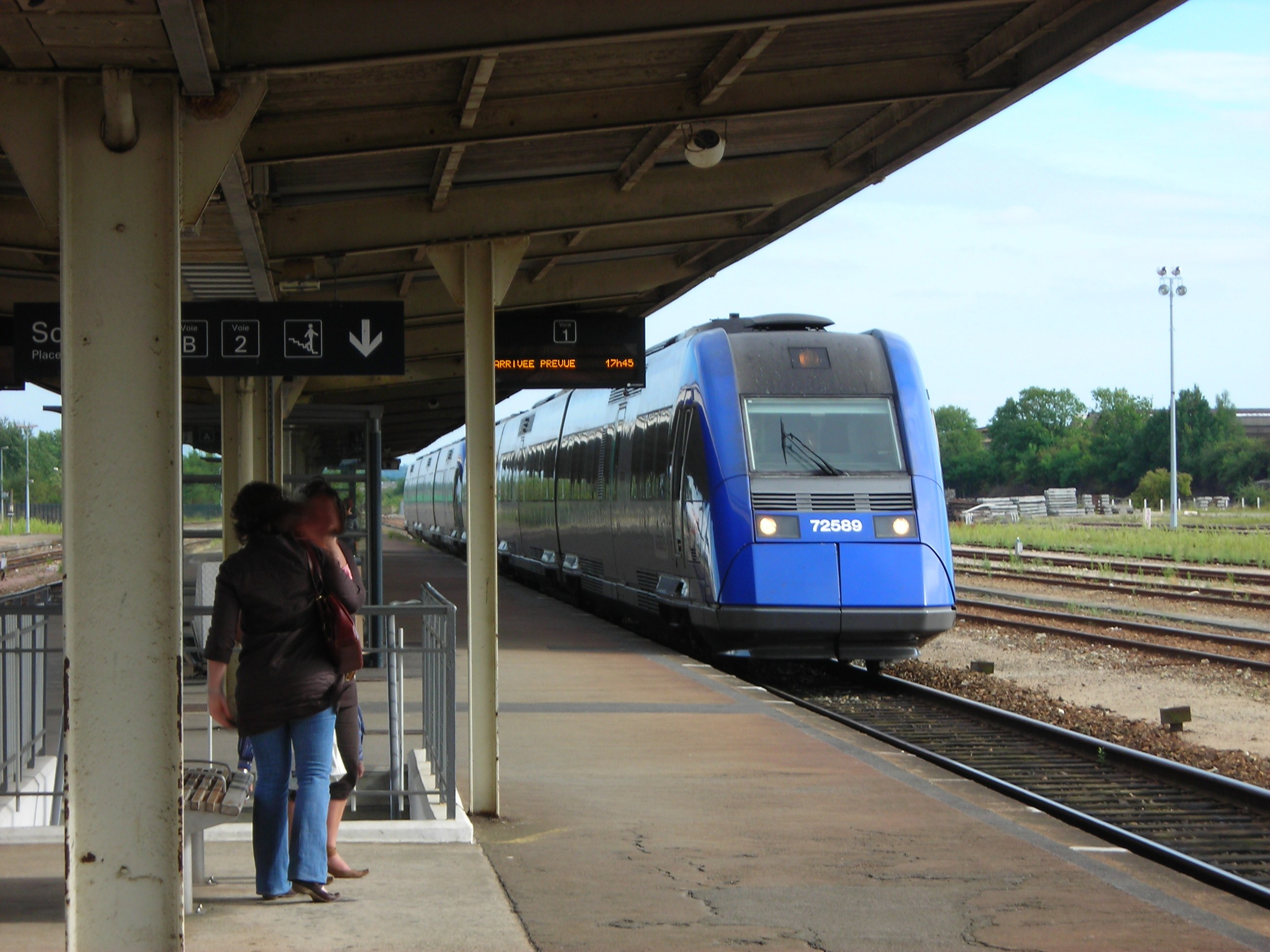
X72500 Basse-Normandie en gare d'Argentan.
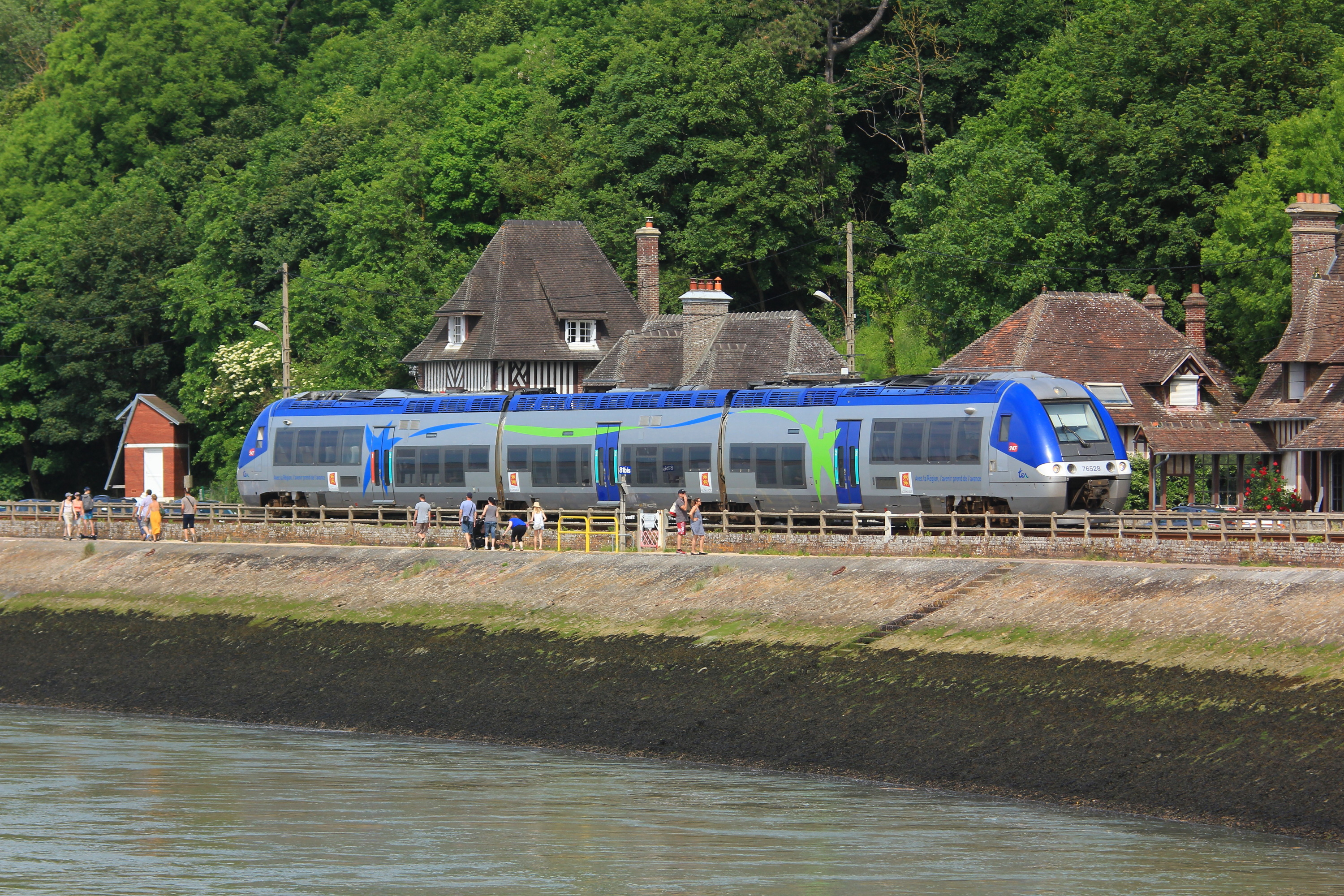
X76500 Basse-Normandie entre Trouville-Deauville et Cabourg.

La plupart des voitures Corail en circulation sur ces axes ont été rénovées à partir de 2007, grâce au financement des deux anciennes régions normandes. La région Basse-Normandie a fait le choix d'une livrée "étoilée" (violet pour la 1ère et vert pour la 2e classe) semblable à celle de certains des TER. Les intérieurs Roger Tallon ont été conservés puisque seuls les coloris intérieurs ont été modifiés (sièges, moquette, plafond, rideaux...). La région Haute-Normandie a utilisé une livrée "bulle" (vert pour la 1re et violet pour la 2e classe), également utilisée sur les TER. Pour se distinguer, elle a préféré utiliser des sièges semblables à ceux présents dans ses rames Z 26500. La précédente rénovation de ces rames datait des années 90 (rénovation dite "Nouvelle déco" et "Corail Plus").

### Matériel roulant antérieur (non exhaustif)

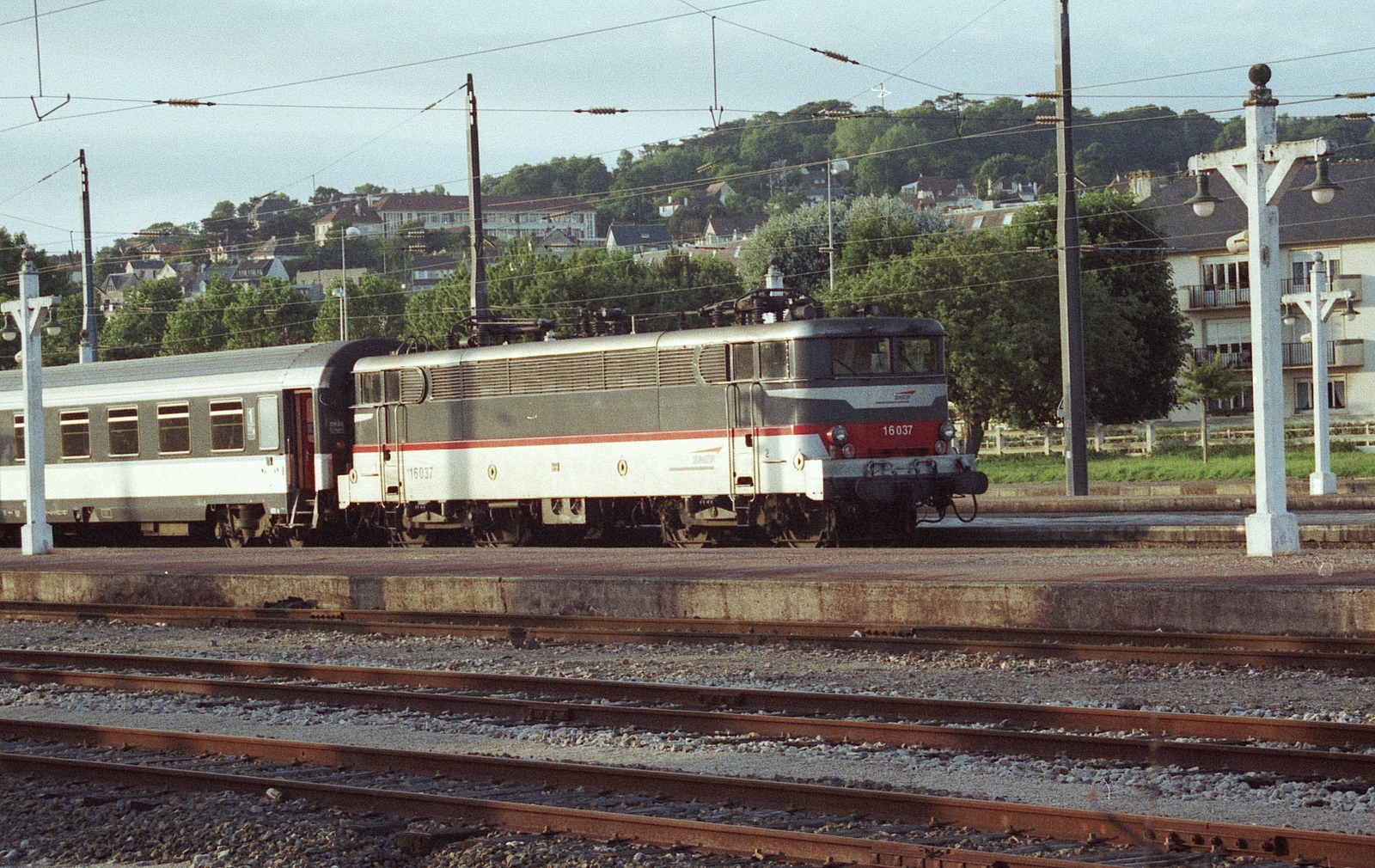
BB16000 qui tractaient les corail normands jusqu'en 2010 (vue en gare de Trouville-Deauville).
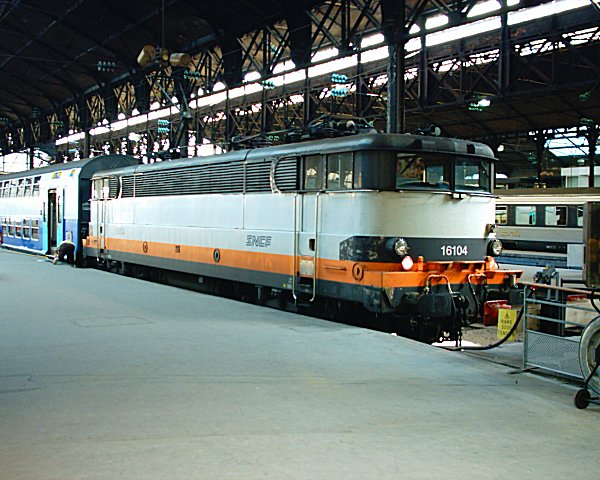
BB16100 qui tractaient les V2N jusqu'en 2010 (vue en gare de Paris-Saint-Lazare).
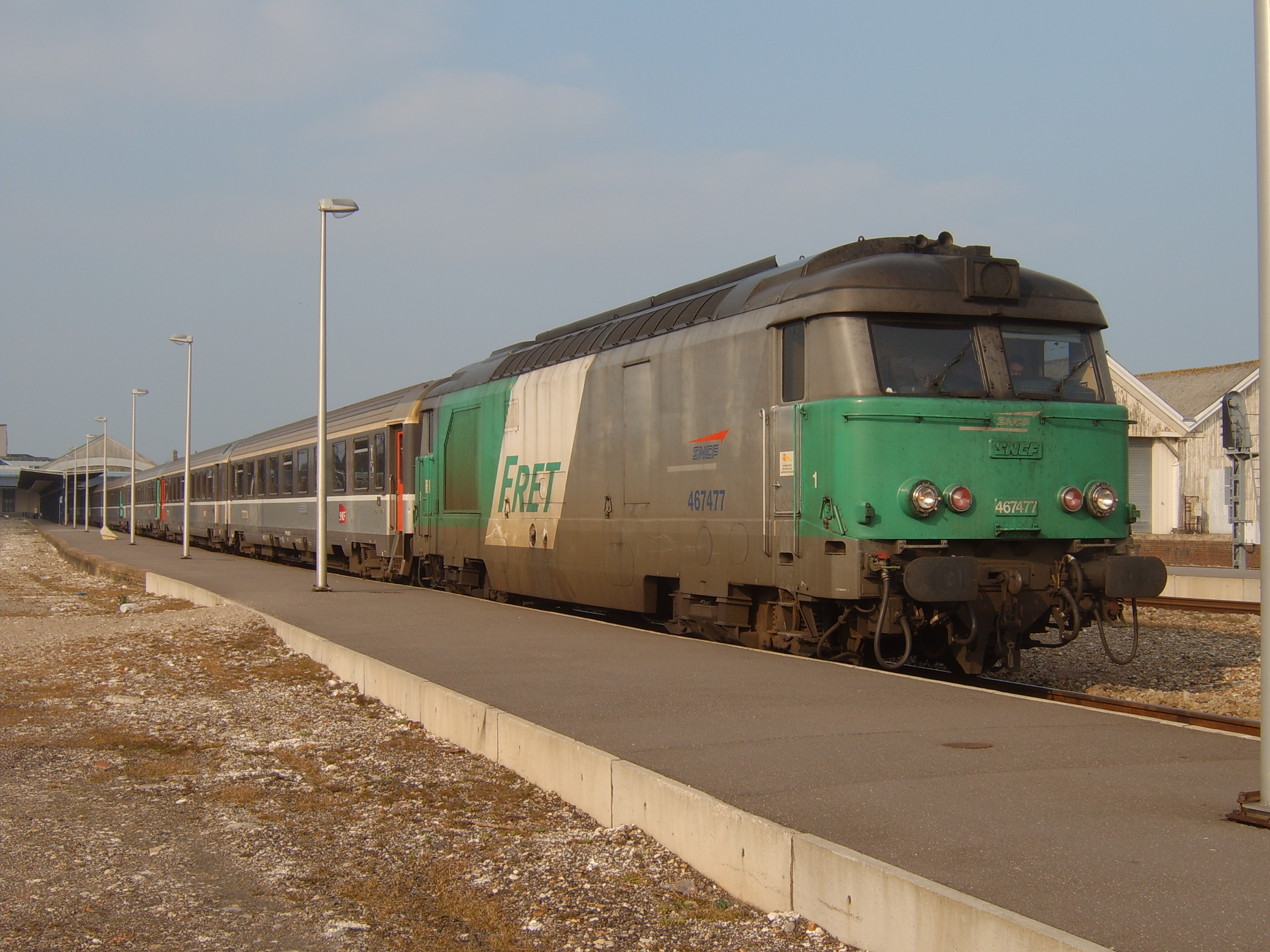
BB67400 qui tractaient les corail Paris-Dieppe (entre Rouen et Dieppe), avant que la liaison ne soit supprimée en 2011 (vue en gare de Dieppe).
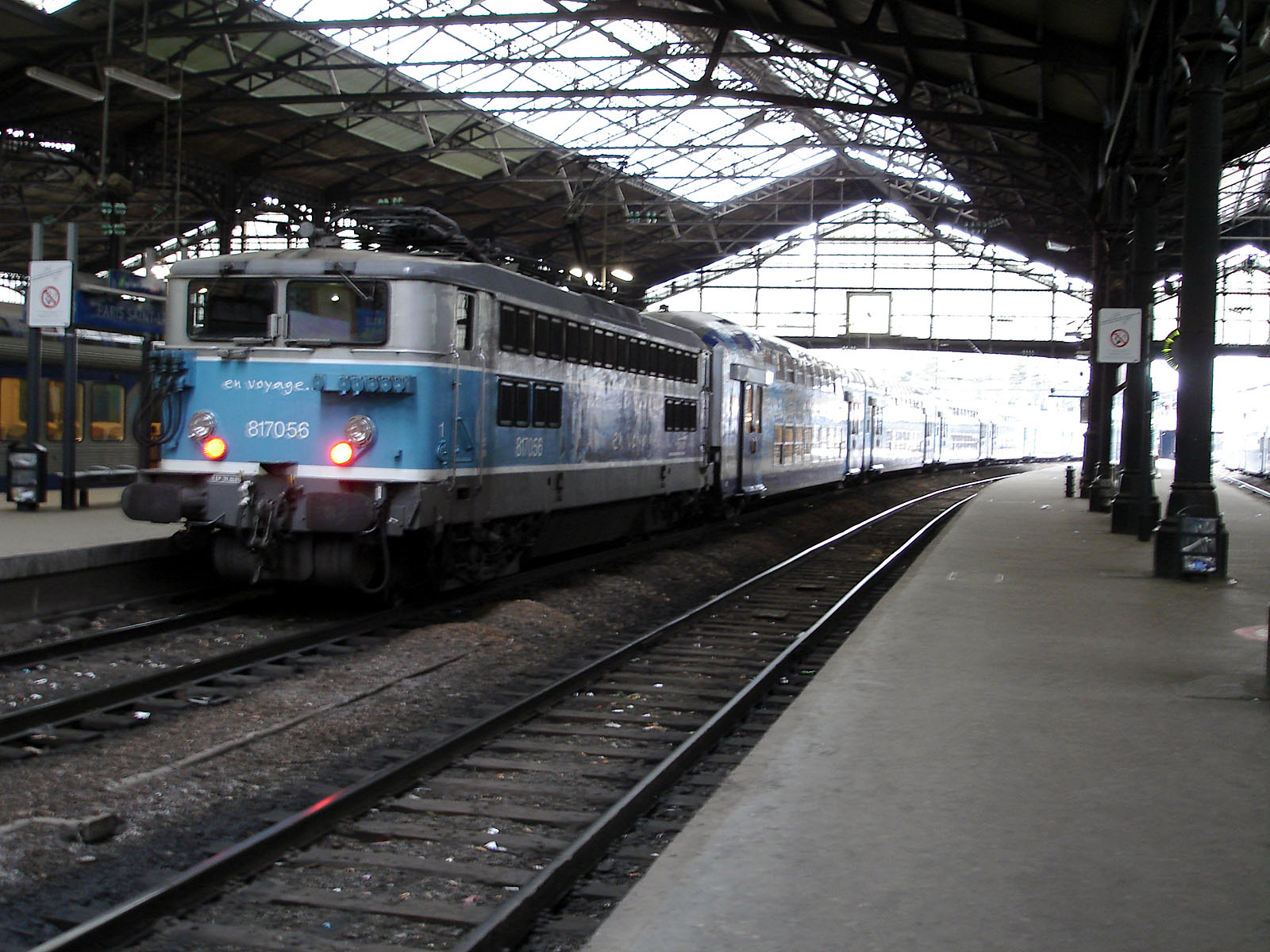
BB17000 qui tractaient les VO2N jusqu'en 2016 (vue en gare de Paris-Saint-Lazare).

## Rentabilité
En 2010, un audit mené par KPMG mettait en lumière le caractère structurellement déficitaire de l’activité des Trains d’Équilibre du Territoire (TET, autrement dit les intercités) puisque seulement quatre lignes étaient rentables. Avec un taux de rentabilité de 14,8 % pour la même année, la ligne Paris-Saint-Lazare - Caen - Cherbourg / Trouville-Deauville se situait en tête des lignes intercités. On y apprend également que six lignes assuraient plus de 50 % du chiffre d’affaires des TET, parmi lesquelles se placent évidemment Paris-Saint-Lazare - Caen - Cherbourg / Trouville-Deauville, mais également Paris-Saint-Lazare - Rouen - Le Havre .
Toutefois, il semble qu'en 2018, plus aucune ligne TET ne soit à l'équilibre, les charges d'exploitation allant croissant alors que dans le même temps, les recettes de fonctionnement s'amenuisent.

## Évolutions

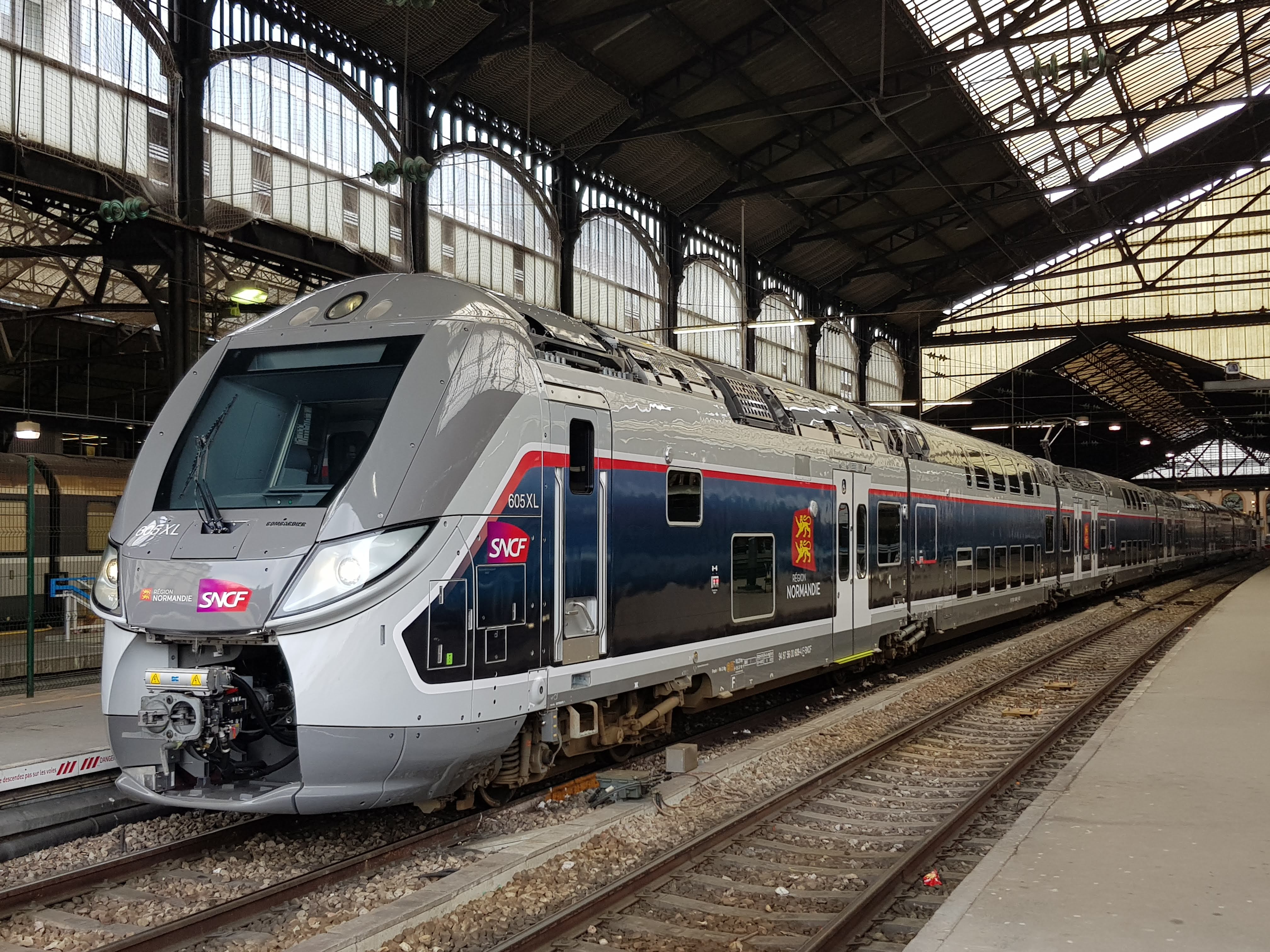
Nouvelle rame Omnéo Premium Normandie (Z 56600).

La région Normandie — qui gère déjà les TER Normandie — est la première région à signer une convention avec l'État, en date du 25 avril 2016, afin de devenir autorité organisatrice de liaisons TET. Ainsi, à partir du 1er janvier 2020, l'État lui transférera la responsabilité des quatre grandes lignes TET. Ces lignes seront dès lors intégrées au réseau de transport régional dénommé Nomad et rattachées, soit au service "Krono+" (liaisons grand confort au départ de Paris-Saint-Lazare), soit au service "Krono" (liaisons interurbaines incluant, notamment, les dessertes Paris-Granville et Caen-Le Mans-Tours),.
C'est également à cette période que 40 rames Omneo Premium (Bombardier) remplaceront progressivement le matériel roulant actuellement en service sur les lignes Paris-Caen-Cherbourg / Trouville-Deauville et Paris-Rouen-Le Havre. Tout comme les BB26000, ces rames à deux niveaux permettront d'atteindre une vitesse commerciale de 200 km/h sur les portions de voies le permettant. Bien qu'utilisant la plateforme des Regio2n, ces rames de 10 caisses disposeront d'un haut niveau de confort. En contrepartie du transfert de compétences aux régions, l'État s'est engagé à financer en partie ce renouvellement de matériel, à hauteur de 720 millions d'euros.
Enfin, le projet de ligne nouvelle Paris - Normandie (LNPN) permettra, s'il se concrétise, de réduire les temps de parcours pour les liaisons au départ de Paris Saint-Lazare,.